# Crónicas de un laberinto
Crónicas de un laberinto es el quinto álbum de estudio del combo mexicano de rock alternativo Jaguares, y está conformado por catorce canciones, las cuales mantienen, en su mayoría, el toque latino que dicha agrupación ha empleado en gran parte de sus producciones discográficas. La producción corrió a cargo del guitarrista de King Crimson Adrian Belew, quien ya había colaborado anteriormente con la banda, solo que bajo el nombre de Caifanes, en la producción del álbum titulado El silencio (1992). 
Crónicas de un laberinto fue publicado el 17 de mayo de 2005, colocando más de 60 mil copias vendidas en su primera semana de venta.

## Canciones
El primer sencillo promocional fue «Hay amores que matan» y el segundo sencillo, «La forma».

### Lista de canciones
| N.º | Título                 | Escritor(es)                     | Duración |  |
| 1.  | «Bruja caníbal»        | Hernández                        | 04:01    |  |
| 2.  | «La forma»             | Hernández                        | 03:11    |  |
| 3.  | «Tú me liberas»        | André/Fong/Hernández/López       | 03:05    |  |
| 4.  | «Fenómeno»             | Hernández                        | 03:43    |  |
| 5.  | «Madera»               | Hernández                        | 03:00    |  |
| 6.  | «Hay amores que matan» | Hernández                        | 03:13    |  |
| 7.  | «Me evaporo»           | Hernández                        | 04:13    |  |
| 8.  | «Y si...»              | Hernández                        | 03:06    |  |
| 9.  | «Todo te da igual»     | Hernández                        | 03:14    |  |
| 10. | «Espejo»               | Hernández                        | 04:20    |  |
| 11. | «Ahí aprendí»          | Hernández                        | 04:01    |  |
| 12. | «Mejor será»           | André/Fong/Hernández/López/Muñoz | 04:38    |  |
| 13. | «Ya te quemaste»       | André/Fong/Hernández/López/Muñoz | 02:57    |  |
| 14. | «Está muy claro»       | Hernández                        | 05:08    |  |

## Ficha técnica
- Saúl Hernández: voz/guitarra
- Alfonso André: batería
- César López: guitarra líder
- Federico Fong: bajo
- Leonardo Muñoz: percusiones
- Adrian Belew: productor